# Aase Jensen (håndboldspiller)
 For alternative betydninger, se Aase Jensen. (Se også artikler, som begynder med Aase Jensen)
Aase Jensen (født Aase Søndergaard, 20. september 1945 i Glostrup) er en tidligere dansk landsholdspiller i håndbold som i perioden 1966-1971 spillede 43 landskampe og scorede 73 mål. Hun spillede klubhåndbold i Ledøje-Smørum Håndbold og Glostrup IC.